# Morning, Noon and Night
Morning, Noon and Night es un corto de animación estadounidense de 1933, de la serie de Betty Boop. Fue producido por los estudios Fleischer y distribuido por Paramount Pictures. En él aparecen Betty Boop y, en imagen real, el violinista David Rubinoff y su orquesta.

## Argumento
Betty Boop vive en una granja donde convalecen aves de corral enfermas. La llegada de un coche lleno de gatos hambrientos romperá la paz y tranquilidad del lugar.

## Producción
Morning, Noon and Night es la vigésima primera entrega de la serie de Betty Boop y fue estrenada el 6 de octubre  de 1933.
Antes de los títulos de crédito aparecen David Rubinoff y su orquesta, y durante todo el corto interpretan la obertura de Franz von Suppé Ein Morgen, ein Mittag, ein Abend in Wien (en español: Mañana, tarde y noche en Viena), que da nombre al episodio.